# Pseudogisostola reichardti
Pseudogisostola reichardti là một loài bọ cánh cứng trong họ Cerambycidae.